# Xylopia lanceola
Xylopia lanceola är en kirimojaväxtart som beskrevs av Henry Nicholas Ridley. Xylopia lanceola ingår i släktet Xylopia och familjen kirimojaväxter. Inga underarter finns listade i Catalogue of Life.